# Bedřich ze Schwarzenbergu
Bedřich Jan Josef Celestin kardinál kníže Schwarzenberg (někdy též v německé podobě Friedrich Johann Joseph Cölestin Fürst zu Schwarzenberg, 6. dubna 1809, Vídeň – 27. března 1885, Praha) byl rakouský a český šlechtic z rodu Schwarzenbergů a římskokatolický duchovní, od roku 1835 arcibiskup salcburský, od roku 1842 kardinál a od roku 1850 arcibiskup pražský. Významně se zasadil o dostavbu katedrály svatého Víta v Praze.

## Život

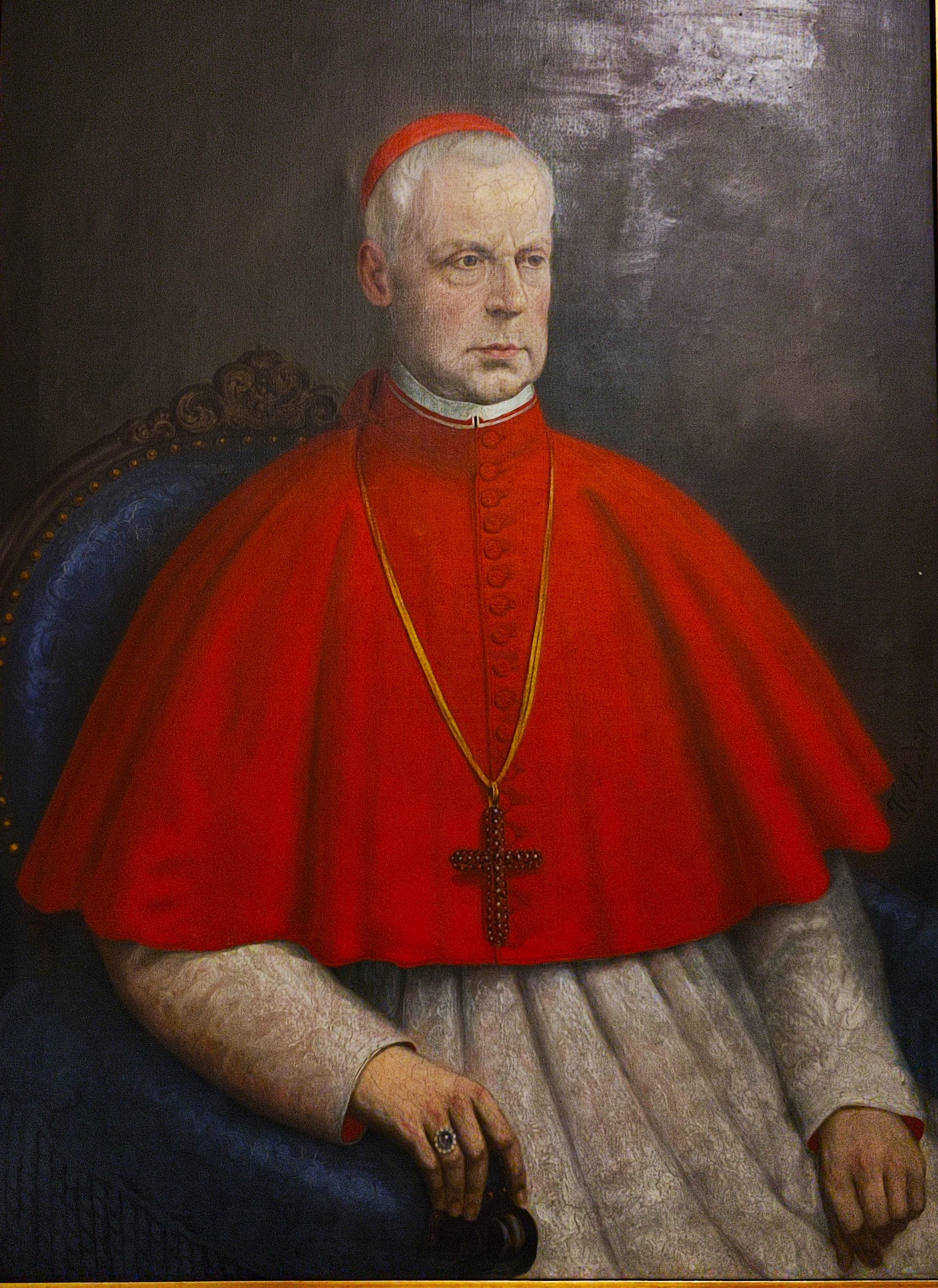
Portrét od Františka Anděla, kolem 1865

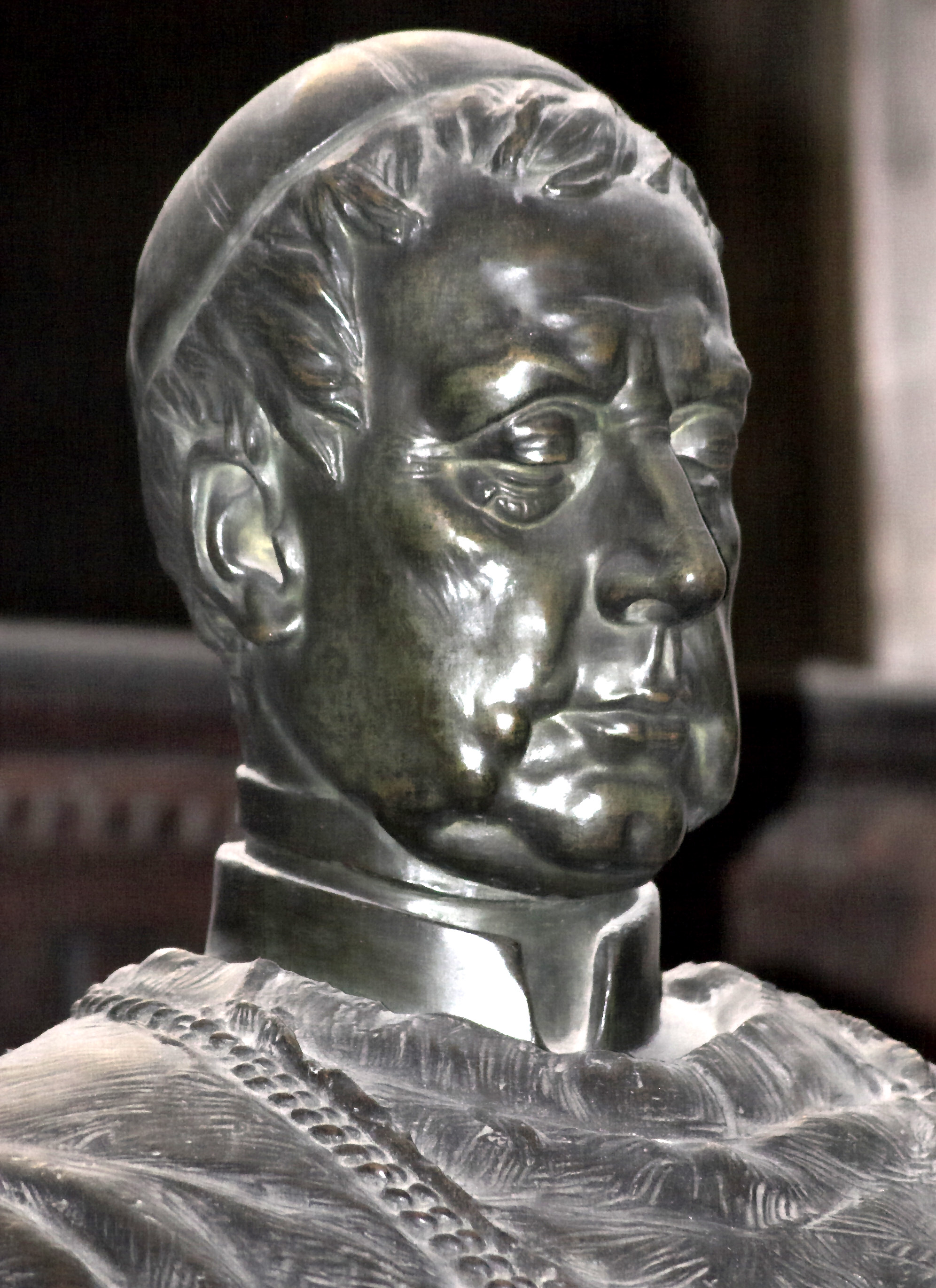
Portrét od J. V. Myslbeka ve Svatovítské katedrále

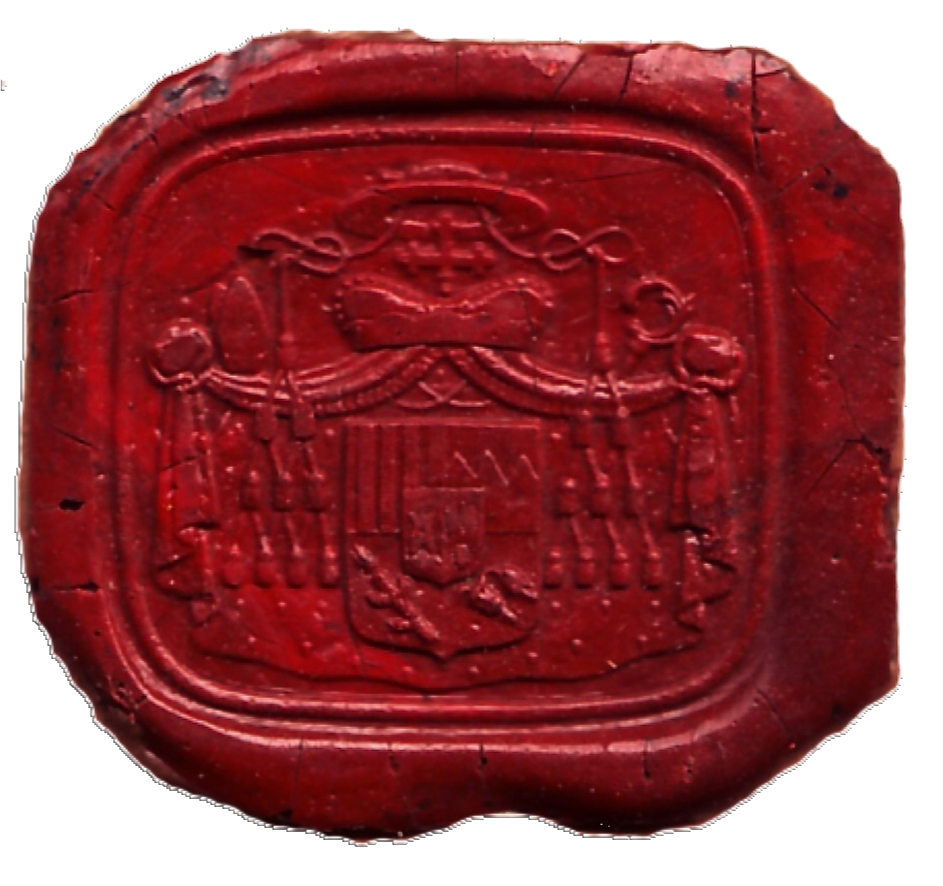
Osobní pečeť

Narodil se ve Vídni jako syn Josefa II. ze Schwarzenbergu a jeho manželky, belgické šlechtičny Pavlíny z Arenbergu.
Studoval filozofii a práva, potom teologii ve Vídni a v Salcburku. Roku 1833 byl vysvěcen na kněze a o dva roky později, v roce 1835, se stal salcburským arcibiskupem. V Salcburku založil několik domovů pro děti a nemocnic.
Roku 1842 byl jmenován kardinálem a roku 1850 se na žádost pražské kapituly stal arcibiskupem v Praze. Od roku 1850 byl též řádným členem c. k. vlastenecko-hospodářské společnosti a roku 1852 dal vypracovat oběžníky na všechny vikáře, aby doporučili všem farám a školám odběr periodik společnosti.
Roku 1859 založila Jednota pro dostavbu chrámu svatého Víta. Dostavba chrámu probíhala v letech 1871–1928. Založil řadu nadací a dobročinných organizací a významně se přičinil o výstavbu kostela sv. Cyrila a Metoděje v pražském Karlíně. Roku 1863 svolal do Prahy synodu pražské arcidiecéze, na Prvním vatikánském koncilu vystoupil roku 1869 proti dogmatu o papežské neomylnosti, pak se ale podrobil většině.
Bedřich Schwarzenberg byl zemský vlastenec a výrazná postava „staročeské“ politiky, jeden z iniciátorů petice z roku 1861, která žádala, aby se císař František Josef I. dal korunovat na českého krále. Zasazoval se také o zřízení české univerzity, když však roku 1882 vznikla, bránil se rozdělení teologické fakulty, protože pokládal za nutné, aby kněží mluvili oběma jazyky. Na jeho hrobě v ochozu (severní boční lodi staré části) chrámu sv. Víta je bronzový sochařský portrét od J. V. Myslbeka.

### Osobní život
Bedřich Schwarzenberg byl také nadšeným alpinistou, jedním z průkopníků horolezectví v Alpách. Vystoupil např. na Grosses Wiesbachhorn ve Vysokých Taurách, pod nímž leží horská chata pojmenovaná na jeho počest Schwarzenberghütte. Žulový obelisk připomínající jeho návštěvu je i na vrcholu Boubína.
I přes své výjimečné společenské postavení musel být arcibiskup Bedřich Schwarzenberg, stejně jako běžný občan, v Praze policejně přihlášen. Jako bydliště uvedl Arcibiskupský palác na Hradčanském náměstí 56.
Byl vyznamenán Královským uherským řádem svatého Štěpána.
Karel Havlíček Borovský jemu a Felixi Schwarzenbergovi věnoval „Píseň Čechů z roku 1850“: „Zle, matičko, zle! Švarcenberci zde: jeden drží karabáč, druhý říká »Otčenáš«; zle, matičko, zle!“